# مونتسيرات رويز
أفيلينا مونتسيرات كونيجو رويز (بالإسبانية: Avelina Montserrat Conejo Ruiz؛ مواليد 3 فبراير 1993) هي مُقاتلة فنون قتالية مختلطة مكسيكية.

## وصلات خارجية
لا توجد روابط لمواقع التواصل الاجتماعي.

- Montserrat Ruiz على موقع يو إف سي (الإنجليزية)
- Montserrat Ruiz على موقع شيردوغ (الإنجليزية)
- Montserrat Ruiz على موقع Tapology.com (الإنجليزية)